# واریته (جبر جهانی)
واریته‌ یا گونه، چندگونایی جبرها یا کلاس معادله‌ای در جبر جهانی نوعی کلاس از ساختارهای جبری با یک امضای معین است که باید تعداد معینی از اتحادها را برآورده سازد. برای مثال، گروه‌ها یک واریته از جبرها هستند، همان‌طور که گروه‌های آبلی، حلقه‌ها، مونوئیدها و غیره واریته جبرها هستند. بر اساس قضیه برک‌هوف، یک کلاس از ساختارهای جبری با امضای مشابه اگر و تنها اگر واریته هستند که تحت تصویر هوموریختار، زیرجبرها، و ضرب (مستقیم) بسته باشند. در زمینه نظریه رسته‌ها، یک واریته جبری، همراه با هوموریختارهایش، یک رسته را تشکیل می‌دهند؛ به این‌ها معمولاً رسته‌های جبری متناهی گفته می‌شود.
یک هم‌واریته یک کلاس از همه ساختارهای همجبری با یک امضای معین است.

## واژه‌شناسی
یک واریته از جبرها را نباید با واریته جبری اشتباه گرفت؛ واریته جبری به معنی یک مجموعه از راه‌حل‌ها برای یک سامانه معادلات چندجمله‌ای است. آن‌ها از نظر صوری کاملاً متمایزاند و نظریهٔ آن‌ها اشتراکات کمی دارد.
اصطلاح «واریته جبری» به جبر در مفهوم عمومی جبر جهانی اشاره دارد؛ یک حس خصوصی‌تر از جبر هم وجود دارد که، که جبر روی یک میدان نام دارد، که یک فضای برداری مجهز به ضرب دوخطی است.

## تعریف
امضا (در این زمینه) یک مجموعه است، که عناصرش عمل نام دارند، که به هر کدام یک عدد حسابی (۰, ۱, ۲,...) منتسب شده‌است که آریتی آن نام دارد. اگر یک امضای {\displaystyle \sigma } و یک مجموعه {\displaystyle V} داشته باشیم که عناصرش متغیر نام دارد، یک کلمه یک درخت ریشه‌دار مسطح است که در آن هر گره یا توسط یک متغیر یا یک عمل برچسب‌گذاری شده‌است، به این روش که هر گره‌ای که توسط یک متغیر برچسب خورده‌است، هیچ شاخه مجزایی از ریشه ندارد، و هر گره که توسط یک عمل {\displaystyle o} برچسب خورده، تعداد زیادی شاخه جدا از ریشه به اندازه آریتی {\displaystyle o} دارد. یک قانون معادله‌ای یک جفت از کلمات است؛ اصل شامل کلمات {\displaystyle v} و {\displaystyle w}  به صورت {\displaystyle v=w} نوشته می‌شود.
یک نظریه شامل یک امضا، یک مجموعه از متغیرها، و یک مجموعه از قوانین معادله‌ای است. هر نظریه، یک واریته از جبرها را به این صورت به دست می‌دهد. اگر یک نظریه {\displaystyle T}، یک جبر از {\displaystyle T} شامل یک مجموعه {\displaystyle A} همراه با، برای هر عمل {\displaystyle o} از {\displaystyle T} با آریتی {\displaystyle n}، یک تابع {\displaystyle o_{A}\colon A^{n}\to A} به این روش که برای هر اصل {\displaystyle v=w} و هر انتساب عناصر {\displaystyle A} به متغیرها در آن اصل، داده شده باشد، معادله برقرار است که توسط اعمال عمل‌ها به عناصر {\displaystyle A} به روش نشان داده شده توسط درخت‌های تعریف کننده {\displaystyle v} و {\displaystyle w} به دست می‌آید. کلاس جبرهای یک نظریه معین {\displaystyle T} را یک واریته از جبرها نامیده می‌شود.
اگر دو جبر از نظریه {\displaystyle T} داشته باشیم، که {\displaystyle A} و {\displaystyle B} نام داشته باشند، یک هوموریختار یک تابع {\displaystyle f\colon A\to B} است به این صورت که
{\displaystyle f(o_{A}(a_{1},\dots ,a_{n}))=o_{B}(f(a_{1}),\dots ,f(a_{n}))}
برای هر عمل {\displaystyle o} از آریتی {\displaystyle n} برقرار باشد. هر نظریه یک رسته به دست می‌دهد که در آن اشیا همان جبرهای آن نظریه است و ریختارها همان هوموریختار هستند.

## مثال‌ها
کلاس همه نیم‌گروه‌ها یک واریته از جبرهای امضای (۲) تشکیل می‌دهند، یعنی یک نیم‌گروه یک عمل دوتایی منفرد دارد. یک معادله تعریف کننده کافی، یک قانون انجمنی زیر است:
{\displaystyle x(yz)=(xy)z.}
کلاس گروه‌ها یک واریته از جبرهای با امضای (۲٬۰٬۱) تشکیل می‌دهد، که سه عمل آن به ترتیب ضرب (دودویی)، یک همانی (پوچ، یک ثابت)، و وارون (یکتایی) است. اصول آشنای انجمنی، همانی، و وارونگی، یک مجموعه مناسب از اتحادها تشکیل می‌دهند:
{\displaystyle x(yz)=(xy)z}
{\displaystyle 1x=x1=x}
{\displaystyle xx^{-1}=x^{-1}x=1.}
کلاس حلقه‌ها هم یک واریته از جبرها تشکیل می‌دهد. در اینجا امضا (۲٬۲٬۰٬۰٬۱) است (یعنی دو عمل دوتایی، دو ثابت، و یک عمل یکتایی).
اگر یک حلقه بخصوص R را ثابت بگیریم، می‌توانیم یک کلاس از مدول‌های-چپ R را در نظر بگیریم. برای بیان ضرب نرده‌ای باعناصری از R، ما به یک عمل یکتایی برای هر عنصر از R نیاز داریم. اگر حلقه نامتناهی باشد، در اینصورت ما تعداد نامتناهی عمل داریم، که این موضوع توسط تعریف یک ساختار جبری در جبر جهانی امکان‌پذیر است. سپس ما به تعداد نامتناهی اتحاد برای بیان اصول مدول نیاز داریم، که این توسط تعریف واریته جبرها امکان‌پذیر است. از این رو R-مدول‌های چپ یک واریته جبری تشکیل می‌دهند.
میدان‌ها یک واریته جبری تشکیل نمی‌دهند؛ زیرا این نیازمندی که همه عناصر غیرصفر باید حتماً وارون‌پذیر باشند، را نمی‌توان به صورت یک اتحاد برآورده‌ساز جهانی بیان نمود.
نیم‌گروه‌های قابل‌لغو هم یک واریته از جبرها نمی‌سازند، زیرا ویژگی لغوکنندگی یک معادله نیست، بلکه یک پیامد است که معادل هیچ مجموعه‌ای از معادلات نیست. با این‌حال، آن‌ها یک شبه‌واریته می‌سازند، زیرا پیامد تعریف کننده ویژگی لغو، یک مثال از یک شبه-اتحاد است.

## قضیه برک‌هوف
اگر یک کلاس از ساختارهای جبری، با امضای مشابه داشته باشیم، می‌توانیم مفاهیم هموریختار، زیرجبر، و ضرب را تعریف کنیم. گرت برک‌هوف ثابت کرد که یک کلاس از ساختارهای جبری با امضای مشابه اگر و تنها اگر یک واریته است که تحت تصویر هوموریختار، زیرجبر و ضرب اختیاری بسته باشد. این یک نتیجه با اهمیت بنیادین برای جبر جهانی است و به عنوان قضیه برک‌هوف یا به صورت قضیه HSP شناخته می‌شود. در اینجا حروف Hو S و P به ترتیب به عمل‌های هوموریختار (homomorphism)، زیرجبر (subalgebra)، و ضرب (product) اشاره دارند.
کلاس جبری که یک مجموعه از اتحادها را برآورده می‌سازد، تحت عمل‌های HSP بسته خواهند بود. برای اثبات معکوس-یعنی کلاس جبرها که تحت عمل‌های HSP بسته‌اند باید حتماً معادله‌ای باشند- سخت‌تر است.
با استفاده از قضیه برک‌هوف، ما می‌توانیم برای مثال، ادعای بالا را راستی‌آزمایی کنیم، که اصول میدان توسط هیچ مجموعه‌ای از اتحادها قابل بیان نیست: ضرب میدان‌ها یک میدان نیست، از این رو میدان‌ها یک واریته تشکیل نمی‌دهند.

## زیرواریته
یک زیرواریته برای یک واریته از جبرهای V یک زیرکلاس V است که امضای مشابهی با V دارد و خودش یک واریته است، یعنی توسط یک مجموعه اتحاد تعریف شده‌است.
توجه کنید که اگرچه وقتیکه همانی به عنوان ثابت را حدف کنیم (و/یا عمل وارون را حذف کنیم)، هر گروهی تبدیل به نیم‌گروه می‌شود، کلاس گروه‌ها یک زیرواریته از واریته زیرگروه‌ها را تشکیل نمی‌دهد، زیرا امضای آن‌ها متفاوت است. به صورت مشابه، کلاس زیرگروه‌ها که گروه هستند، یک زیرواریته از واریته نیم‌گروه‌ها نیست. کلاس مونویدها که گروه هستند شامل {\displaystyle \langle \mathbb {Z} ,+\rangle } هستند و شامل زیرجبر آن {\displaystyle \langle \mathbb {N} ,+\rangle } (به صورت دقیق‌تر، زیرمونوید) نیستند.
با این‌حال، کلاس گروه‌های آبلی یک زیرواریته از واریته گروه‌ها هستند، زیرا شامل گروه‌هایی هستند که {\displaystyle xy=yx} را بدون تغییر امضا برآورده می‌سازند. گروه‌های آبلی متنهای ساخته‌شده یک زیرواریته تشکیل نمی‌دهند، زیرا طبق قضیه برک‌هوف، یک واریته تشکیل نمی‌دهند، زیرا یک ضرب دلخواه از گروه‌های آبلی متناهی ساخته‌شده، به صورت متناهی ساخته‌نشده‌اند.
اگر یک واریته V و هوموریختارهایش را به صورت یک رسته ببینیم، یک زیرواریته U از V یک زیررسته کامل از V است، یعنی برای هر شیء a ,b در U، هوموریختارها از a به b در U دقیقاً همان‌ها از a به b در V هستند.

## اشیای آزاد
فرض کنید که V یک واریته غیر-بدیهی از جبرها باشد، یعنی V شامل جبرهایی با بیش از یک عنصر باشد. می‌توان نشان داد که برای هر مجموعه S، واریته V شامل یک جبر آزاد FS روی S است. این یعنی یک نگاشت مجموعه‌ای یک‌به‌یک i: S → FS وجود دارد که این ویژگی جهانی را برآورده می‌سازد: اگر هر جبر A در V، و هر نگاشت k: S → A داده شده‌باشد، یک V-هوموریختار یکتای f: FS → A وجود دارد به اینصورت که {\displaystyle f\circ i=k} است.
این موضوع مفاهیم گروه آزاد، گروه آزاد آبلی، جبر آزاد، مدول آزاد و غیره را تعمیم می‌دهد. این موضوع این پیامد را دارد که هر جبر در یک واریته برابر یک تصویر هوموریختاری از یک جبر آزاد است.